# Pánormo
Pánormo, en grec moderne : Πάνορμο, est un village du dème de Mylopótamos, en Crète, en Grèce. Selon le recensement de 2011, la population de Pánormo compte 628 habitants. Il est situé à une altitude de 20 m et à une distance de 22,5 km de Réthymnon.

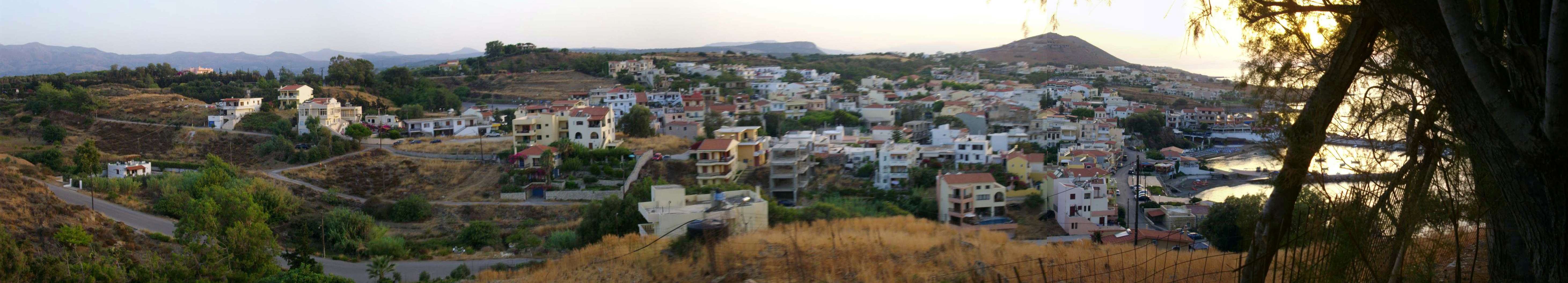
Vue panoramique du village.